# 土岐市立妻木中学校
土岐市立妻木中学校（ときしりつ　つまぎちゅうがっこう）は、かつて岐阜県土岐市に存在した公立中学校。

## 概要
- 旧・土岐郡妻木町の小学校であった。1960年、下石中学校と統合し、西陵中学校の新設により廃校。
- 跡地は妻木小学校の校地の一部となっている。

## 沿革
- 1947年（昭和22年）4月1日 - 土岐郡妻木町に妻木町立妻木中学校として開校。妻木小学校の校舎の一部を仮校舎とする。
- 1948年（昭和23年） - 妻木小学校の隣接地に校舎が完成。
- 1955年（昭和30年）2月1日 - 泉町、駄知町、下石町、妻木町、土岐津町、肥田村、曽木村、鶴里村が合併し土岐市が発足。同時に土岐市立妻木中学校に改称する。
- 1957年（昭和32年）11月18日 - 校舎が全焼する。
- 1958年（昭和33年）9月12日 - 校舎を再建する。
- 1960年（昭和35年）9月 - 下石中学校と統合し、西陵中学校の新設により廃校。校舎は西陵中学校妻木分校となる。
- 1961年（昭和36年）8月 - 妻木分校を廃止。